# 玉善線

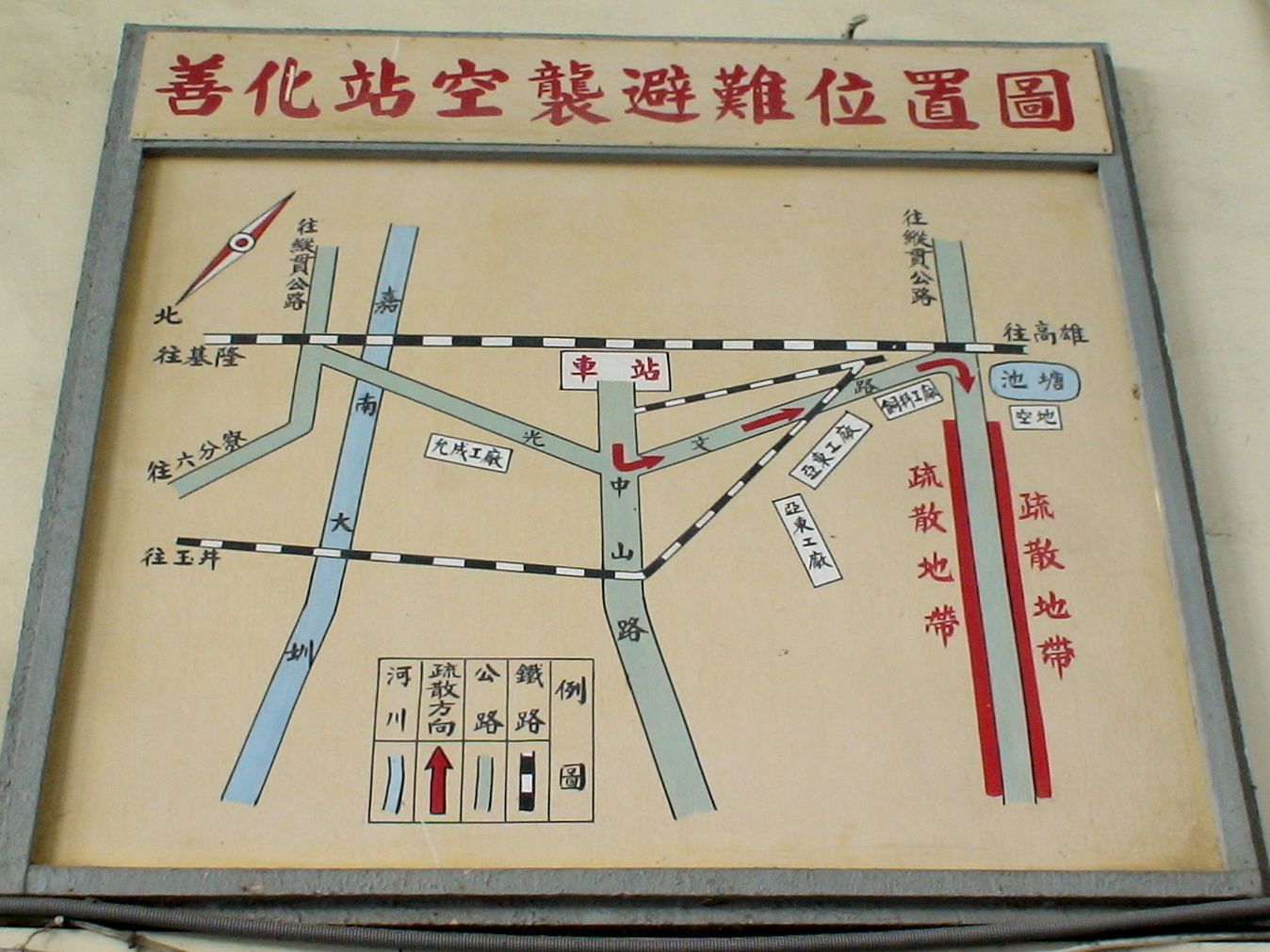
台鉄善化駅空襲避難図：左下に往玉井（玉井方面）とあり玉善線を示している

玉善線（たまぜんせん）は、台湾台南県善化鎮の善化駅から、同県山上郷、左鎮郷を経由して同県玉井郷玉井駅を結んでいた台湾糖業公司善化糖廠及び玉井糖廠が経営していた軽便鉄道である。

## 路線データ
- 経営管轄：台湾糖業股份有限公司
- 路線距離（営業キロ）善化 - 玉井間：29.8km
- 軌間：762mm
- 駅数：22駅（起・終点駅含む）
- 複線区間：無し（全線単線）
- 電化区間：無し（全線非電化）

## 概要
厳格に言うと玉善線は正式な名称ではなく、善化線、左鎮線及び玉左線の3つの路線が接続して成り立っていた。旅客用の時刻表では玉善線あるいは玉善区間と称していた。このうち善化線及び左鎮線は善化糖廠に属し、玉左線は玉井糖廠に属していた。
左鎮線は日本統治時期に灣裡製糖所（善化糖廠）の専用線としてほぼ完成していた。

## 運行形態
- 善化～玉井間を往復運転していた。

## 歴史
- 1952年12月22日 - 玉左線が竣工した。[1]
- 1953年1月11日 - 玉左線の開通式典が行われた。[2] 玉左線開通後に左鎮線と合わせて試験営業が行われた。[3]
- 1954年7月1日 - 玉善線正式営業開始[4]
- 1973年9月 - 玉左線の営業を停止した。[5]
- 1974年 - 残る善化～左鎮19.4kmを善左線と称した。[5]
- 1975年 - 玉善線全線の旅客営業が終了した。

## 保存状況
玉左線は早期に廃止された為に保存状況は極めて良くない。以下の遺跡は2006年現在の資料による。
- 善化駅にはホームの一部が残っている。
- 善化市街の路線の一部が残っている。
- 左鎮駅は残っており、2006年6月23日に関廟線後壁厝駅が取り壊されてから、台南県渓南地区に僅かに残る糖業鉄道の旅客駅となった。

## 駅一覧
善化線
善化 - (茄抜旗駅)
左鎮線
(茄抜旗駅) - 北子店 - 小新営 - 茄抜 - 仁徳 - 大社 - 明和 - 山上 - 新庄 - 玉峰 - 平陽 - 卓猿 - 頂店 - 松子頂 - 菜寮 - 左鎮
玉左線
左鎮 - 王萊坑 - 後坑 - 九層林 - 大松 - 望明 - 玉井